# Europsko prvenstvo u košarci – Latvija 1937.
Europsko prvenstvo u košarci 1937. godine održalo se u Rigi od 2. do 7. svibnja 1937. godine.